# 施耐庵
施耐庵（1296年—1370年），名子安，字肇瑞，譜名彦端，齋號耐庵，一般被认为是元末明初小說家，中國四大小說名著之一《水滸傳》的作者。关于其籍贯，有兴化说、苏州说、杭州说。其生平因缺乏史料而众说纷纭，甚至对有无此人都有争议。《三国演义》作者罗贯中为其门人。

## 身份争议
明朝有人提出施耐庵是元末明初南曲戏剧家施惠。此说最早见于明人徐复祚《三家村老委谈》：“即君美之传水浒，意欲供人说唱，耸人观听也，原非欲传信作也。”
孙楷第《中国通俗小说书目》中认为“耐庵即施惠号”。曲学大师吴梅也持此观点。
王利器认为《水浒传》中有江浙方言，并发现施惠的《幽阁记》中有一些描写和《水浒传》相似，以次推断二书皆出自同一人之手，施惠也就是施耐庵。
此外，戴不凡认为“疑施耐庵即郭勋”。他认为郭勋刻水浒后才开始使用筆名「施耐庵」。

## 家世
关于施耐庵的籍贯一直多有争议。自从在江苏省大丰市（今属江苏省盐城市）、兴化市（今属江苏省泰州市）一带发现了施耐庵的一些史料文物后，经过学者研究，基本上认为祖籍是泰州海陵县（今江苏省泰州市），鼻祖世居兴化，后迁苏州。施耐庵晚年为避战乱，又迁回兴化，旋即徙居白驹场（现属盐城市）。但有一种观点认为，水浒传中对杭州地理的准确描述以及明显的杭州方言痕迹证明施耐庵是杭州人。
施耐庵为孔子七十二弟子之一的施之常后裔。父亲施元德依靠撑船维持家计，母亲姓卞。有兄弟三人。

## 生平
由于关于施耐庵生平的文字资料缺乏，研究者多采集许多施耐庵家乡的口头相传资料及后裔的口述和野史，来大致勾画出施耐庵的一生。而一度被认为是信史的王道生《施耐庵墓志》和袁吉人《耐庵小史》则被认为是伪作。

### 求学入仕
元成宗元贞二年（1296年），施耐庵出生于平江路吴县（今江苏省苏州市）阊门外怀胥桥北施家巷。由于家贫，无法上学。7岁开始，他只好通过自学学习。13岁后在浒墅关的一家私塾念书。
19岁时，他考中了秀才。并且同私塾教书先生的女儿季氏结婚。25岁时被苏州官吏荐为“孝行信义”，29岁考中举人。元文宗至顺二年（1331年），36岁的施耐庵中辛未榜进士，并结识了同榜进士，日后明朝的开国功臣之一的刘伯温。
得中进士后，施耐庵獲朝廷委以钱塘县尹之职。但是当时由于做事情需要得到元人担任的达鲁花赤批准，施耐庵十分不得志。做了两年县尹，由于触怒元人，愤然辞官。在苏州施家桥办学授徒。在这里，他收下了一个商人的儿子罗贯中（也就是日后《三国演义》的作者）为徒。其间施耐庵父亲和妻子相继逝世，随后续娶了申氏。此时他已经开始着手撰写《水浒传》。
元惠宗至正十三年（1353年），贩卖私盐的张士诚起兵反元，其属下卞元亨是施耐庵的表弟，于是在卞元亨的邀请下，施耐庵成为了张士诚的军师。在施耐庵的帮助下，张士诚从兴化一路打到苏州。之後由于意见不合，施耐庵辞别张士诚，带着门人罗贯中四处游学。

### 隐居著书
开始施耐庵在常熟河阳山隐居，为当地一家姓徐的人家当教书先生。三年后，刘伯温向朱元璋推举施耐庵，但是他坚辞不就，只好离开河阳山，回到苏州施家桥。《水浒传》大体也是在此时写成。
元惠宗至正二十六年（1366年），朱元璋包围苏州攻打张士诚。为了躲避战乱，在好友的帮助下，施耐庵举家迁回兴化白驹场故居。
《水浒传》成书后，很快民间传抄开来。根据民间传说，刘伯温奉皇帝之命寻访施耐庵时，发现了施耐庵写的《水浒传》，并带给了皇帝。朱元璋看过后，认为
“此倡乱之书也，是人胸中定有逆谋，不除之必贻大患。”密令当地官吏逮捕施耐庵。
施耐庵被关押一年多后被释放，但是身体已经不行。虽然有罗贯中的帮助，但是返家途中又染病不起，只好在淮安养病。第二年，即1372年客死于淮安。

### 身后

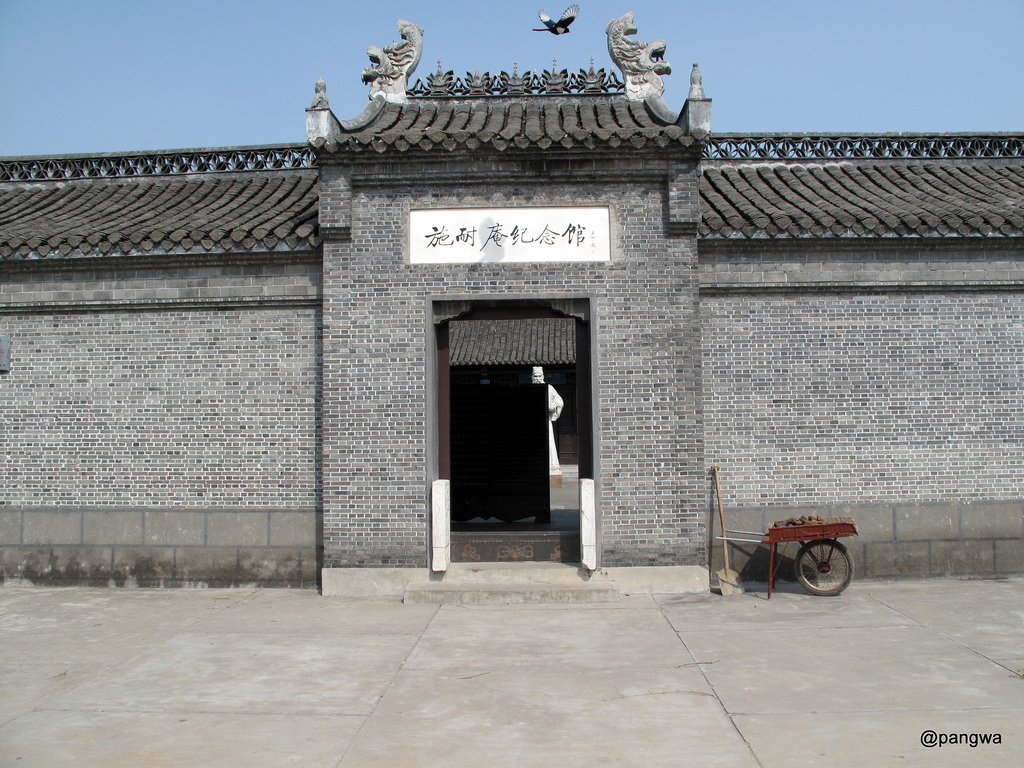
江苏盐城大丰施耐庵纪念馆

民间传说，施耐庵墓地有两处。河阳山永庆寺西侧墓地是假的。据说是施耐庵在这里居住时结识的朋友陈聚、陈基兄弟所修。真墓则位于施家桥。
根据1962年出土的其子施让墓的“施让地券”记载，位于施家桥的施耐庵墓地是其孙施文昱在景泰四年从淮安迁葬与此。墓地西面有芦苇荡，相传“水泊梁山”的描写，多取材于此。其后人每年三月初一（忌日）和十月初二（生日）都会来此扫墓。一直延续到1937年抗日战争爆发。
此外，兴化县县长蔡公杰于1943年据《兴化县续志》所记，于县东施家桥修施耐庵墓，立碑书“大文学家施耐庵先生之墓”。《兴化县续志》关于施耐庵记载，源自胡瑞亭“施耐庵世籍考”，而该文所引内容被认为是近人伪作。

## 创作《水浒传》
施耐庵弃官後，深感朝政腐败，民不聊生。当时有张士诚在苏州起兵称王，施耐庵教书之余决心立志著书济民劝世。施耐庵又惧于文字狱，于是便以民间流传的宋江起义的故事曲笔为书。罗贯中帮助整理书稿。他们在书肆中翻找各种有关宋江起义的记载，逐渐写成此书。
施耐庵开始在河阳山隐居写书，后搬到白驹场。书中许多的景物描述，多取材自他隐居地周围的自然景色，其中梁山泊的描写被认为是以张士诚起义地的得胜湖、小阳山为背景。而书中的好汉的人物原型则许多来自张士诚的部下。
帮助他写书的不仅有亲戚和门人罗贯中，还有好友鲁渊、刘亮、陆谦等人。
施耐庵被朱元璋关进狱中后，关于他出狱的原因有不同的传说。民間傳說是他又写了一部《封神演义》，朱元璋看过后觉得這根本怪力亂神，胡言乱语，認為施耐庵只是一個浮誇荒誕的瘋子，因此释放了他。另一种说法是他又在獄中續寫《水浒传》后五十回受招安的内容，朱元璋看后觉得他不是在歌颂农民起义，于是释放。但是《水浒传》还是被查禁。
施耐庵去世后，罗贯中将书稿整理后准备去当时刻书中心福建建阳刻印。但是当地无人敢印这本书。罗贯中无奈，只好留在当地等待时机，并且又对《水浒传》重新进行了整理。不久后，他也染病去世。直到嘉靖年间，由朝廷派去抵禦倭寇的宗臣得到罗贯中后人进呈，付诸刻印。

## 家庭与生活
施耐庵元配季氏，后续娶申氏。有一子名施让，字以谦。
施耐庵非常博学，也很有才气，“举凡群经诸子，词章诗歌，天文地理，医卜星相，一切技术无不精。”
亦有传说指施耐庵精通武术。

## 外部連結
- 明清小说研究——施耐庵的真假有无
- 明－施耐庵